# Argyrochosma pilifera
Argyrochosma pilifera är en kantbräkenväxtart som först beskrevs av R. M. Tryon, och fick sitt nu gällande namn av Michael D. Windham. Argyrochosma pilifera ingår i släktet Argyrochosma och familjen Pteridaceae. Inga underarter finns listade.